# 堀川孝夫
堀川 孝夫（ほりかわ たかお、1931年（昭和6年）3月24日 - 1999年（平成11年）11月22日）は、日本の銀行家。元秋田銀行頭取・会長。

## 来歴・人物
秋田県秋田市出身。1953年（昭和28年）、東北大学卒業後、秋田銀入行。
職員組合委員長のほか、本部において企画や人事を長く担当。また秋銀初の外部団体への出向として、「八郎潟新農村建設事業団」へ派遣され、大潟村の大規模モデル農村づくりにも携わった。加えて支店長として初めて赴任した能代支店では、第一次オイルショックの影響を食い止めるべく奔走もした。
1991年（平成3年）、頭取に昇格。トップ在任時は不良債権処理に取り組み、1995年（平成7年）度にはいわゆる住専向け融資、翌年度には「秋田県木造住宅」向けの融資の大半を償却させ、不良債権処理に目処をつけた。
1997年（平成9年）、日本版ビッグバンなど転換期を新体制で乗り切るべく、後任には諏訪純人をあて自身は会長に退いた。
1999年（平成11年）11月22日、肝臓癌で逝去。享年68。

## 略歴
- 1953年（昭和28年） - 東北大学経済学部卒業後、秋田銀行入行。
  - 以降、企画部長、能代支店長、本店営業部長等を歴任する。
- 1977年（昭和52年） - 取締役本店営業部長委嘱。
- 1979年（昭和54年） - 取締役東京支店長兼東京事務所所長委嘱。
- 1983年（昭和58年） - 常務取締役人事部長委嘱。
- 1987年（昭和62年） - 専務取締役。
- 1991年（平成3年） - 頭取。
- 1997年（平成9年） - 会長。
- 1988年（昭和63年） - 相談役。
- 1999年（平成11年） - 死去。

### 注
1. ↑  天然秋田杉を首都圏に売り込むことを目的に、地元木材業界、秋田銀行、羽後銀行等の出資により設立された住宅販売会社。不明朗な手形を乱発し、バブル経済時に沼地や傾斜地を取得するなどして1998年（平成10年）2月破産した。また、欠陥住宅を売られたとして千葉県の住民から損害賠償を求められた。